# Trisetum viride
Trisetum viride är en gräsart som först beskrevs av Carl Sigismund Kunth, och fick sitt nu gällande namn av Carl Sigismund Kunth. Trisetum viride ingår i släktet glanshavren, och familjen gräs. Inga underarter finns listade i Catalogue of Life.